# Homo viator
Homo viator (łac. „podróżny”, „pielgrzym”) – symbol doli człowieczej, topos człowieka w drodze, podróży, tułaczce. Człowiek poszukujący swojej drogi życiowej zarówno fizycznej jak i duchowej.
Homo viator często staje się źródłem inspiracji dla twórców, było tak w przypadku powieści Ulisses Joyce’a, w sonetach Du Bellaya, w operze Il ritorno d’Ulisse in patria z muzyką C. Monteverdiego, w dramacie G. Hauptmanna Łuk Odyseusza, w poezji J. Seferisa, w powieści N. Kazandzakisa Odyseja, w dramacie S. Wyspiańskiego Powrót Odysa, w dokumencie Wł. St. Reymonta Pielgrzymka do Jasnej Góry, we współczesnej liryce polskiej.
Archetypem literackim homo viator jest Odyseusz – bohater Odysei Homera. Legendarny król Itaki, syn herosa Laertesa i jego małżonki Antyklei.